# Dürnten
Dürnten je obec v kantonu Curych ve Švýcarsku. Žije zde  obyvatel.

## Geografie

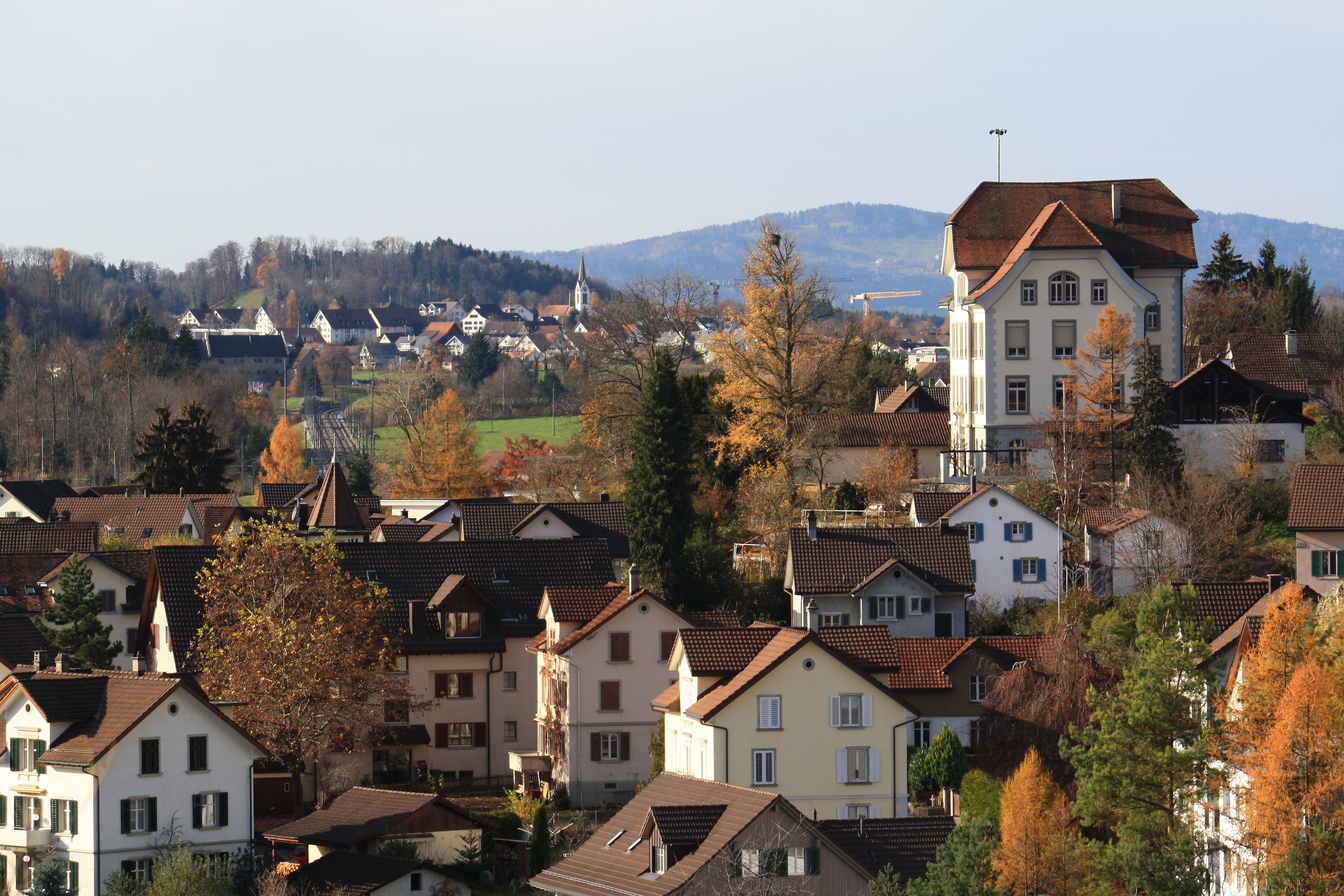
Tann

Obec Dürnten je typickou obcí v Curyšské vysočině, v oblasti zvané Tössbergland. Nachází se mezi kaňonovitým údolím Jony s Pilgerstegem a Tannertobelem a svahy Bachtelu u Hasenstricku, kde jsou výrazně patrné výškové rozdíly: hluboce zaříznuté rokle a zalesněné horské vrcholy, které místy vystupují jako skalní výběžky. Na přechodu mezi Curyšským jezerem a údolím Glattu se u Hinwilu začleňuje do typické krajiny s ledovcem formovanými kopci, mokřady a lesy, na západě ohraničené obcí Bubikon s jejím golfovým hřištěm, protínané rychlostní silnicí Oberlandautobahn A15 a na jihu ohraničené řekou Schwarz.
Dürnten se skládá ze čtyř geograficky oddělených místních částí: Tann, Dürnten, Oberdürnten a Breitenmatt. Oberdürnten leží na svahu Bachtelu, tedy východně nad Dürntenem. Oberdürnten a Breitenmatt jsou odděleny několika poli a výškovým rozdílem 50 metrů. Z Breitenmattu je již dobrý výhled na Zürcher Oberland až k Curyšskému jezeru.
Nejvyšší bod obce se nachází ve výšce 801 m n. m. nad Ornbergem, nejnižší bod ve výšce 461 m n. m. pod mostem přes Jonu u kruhového objezdu v sousední obci Rüti. Ostatní sousední obce jsou po směru hodinových ručiček Bubikon, Hinwil a Wald.

## Historie

Letecký pohled (1923)

Pohřebiště ze 7. století u Ettenbolu dokládá raně středověké osídlení. Několik darování statků klášteru sv. Havla (poprvé doloženo 743/747) vedlo ke vzniku dvora Dürnten, který se stal centrem svatohavelského panství v Curyšské vysočině. Jako součást úřadu Grüningen připadl Dürnten roku 1273 Habsburkům, kteří následně vlastnili vyšší i nižší soudní pravomoc. Nižší soud nad Oberdürntenem a Tannem vykonával od konce 13. století do roku 1525 klášter Rüti. Správu statků svatohavelských, toggenburských a rapperswilských zajišťoval ministeriální rod Meyer von Dürnten, doložený v letech 1212–1360, sídlící na hradě severně od Oberdürntenu. Roku 1408 připadl Dürnten spolu s úřadem Grüningen městu Curych a zůstal až do roku 1798 součástí curyšského zemského úřadu Grüningen. První obecní stanovy pocházejí z let 1480 (Dürnten) a 1485 (Oberdürnten), přistěhovalecký list z poloviny 16. století. Roku 1798 byla vytvořena politická obec a přidělena do okresu Grüningen, roku 1803 k okresu Uster, roku 1814 k vrchnímu úřadu Grüningen a roku 1831 k okresu Hinwil. Z původních vesnic se vyvinuly občanské korporace Dürnten, Oberdürnten a Tann.
První archeologicky doložený kamenný kostel v Dürntenu vznikl kolem roku 700; kolem roku 750 patřil z poloviny klášteru sv. Havla. Patronát přešel pravděpodobně roku 1273 na Habsburky, roku 1359 na klášter Rüti, kterému však byl kostel inkorporován až roku 1414, a roku 1525 na Curych. Farnost původně zahrnovala také Fägswil (od roku 1710 u Rüti) a Wolfhausen (od roku 1811 u Bubikonu). V letech 1517–1521 proběhla novostavba kostela s nádherně vyřezávaným stropem a nástěnnými malbami v presbytáři. Roku 1879 byla v Tannu postavena katolická kaple pro katolíky z Dürntenu, Rüti a Bubikonu (novostavba 1965–1967).

## Obyvatelstvo
| Vývoj počtu obyvatel | Vývoj počtu obyvatel | Vývoj počtu obyvatel | Vývoj počtu obyvatel | Vývoj počtu obyvatel | Vývoj počtu obyvatel | Vývoj počtu obyvatel | Vývoj počtu obyvatel | Vývoj počtu obyvatel | Vývoj počtu obyvatel | Vývoj počtu obyvatel | Vývoj počtu obyvatel |
| -------------------- | -------------------- | -------------------- | -------------------- | -------------------- | -------------------- | -------------------- | -------------------- | -------------------- | -------------------- | -------------------- | -------------------- |
| Rok                  | 1670                 | 1792                 | 1850                 | 1900                 | 1941                 | 1950                 | 1990                 | 2000                 | 2010                 | 2015                 | 2020                 |
| Počet obyvatel       | 977                  | 1382                 | 1663                 | 3094                 | 3006                 | 3390                 | 5736                 | 6032                 | 6665                 | 7392                 | 7645                 |

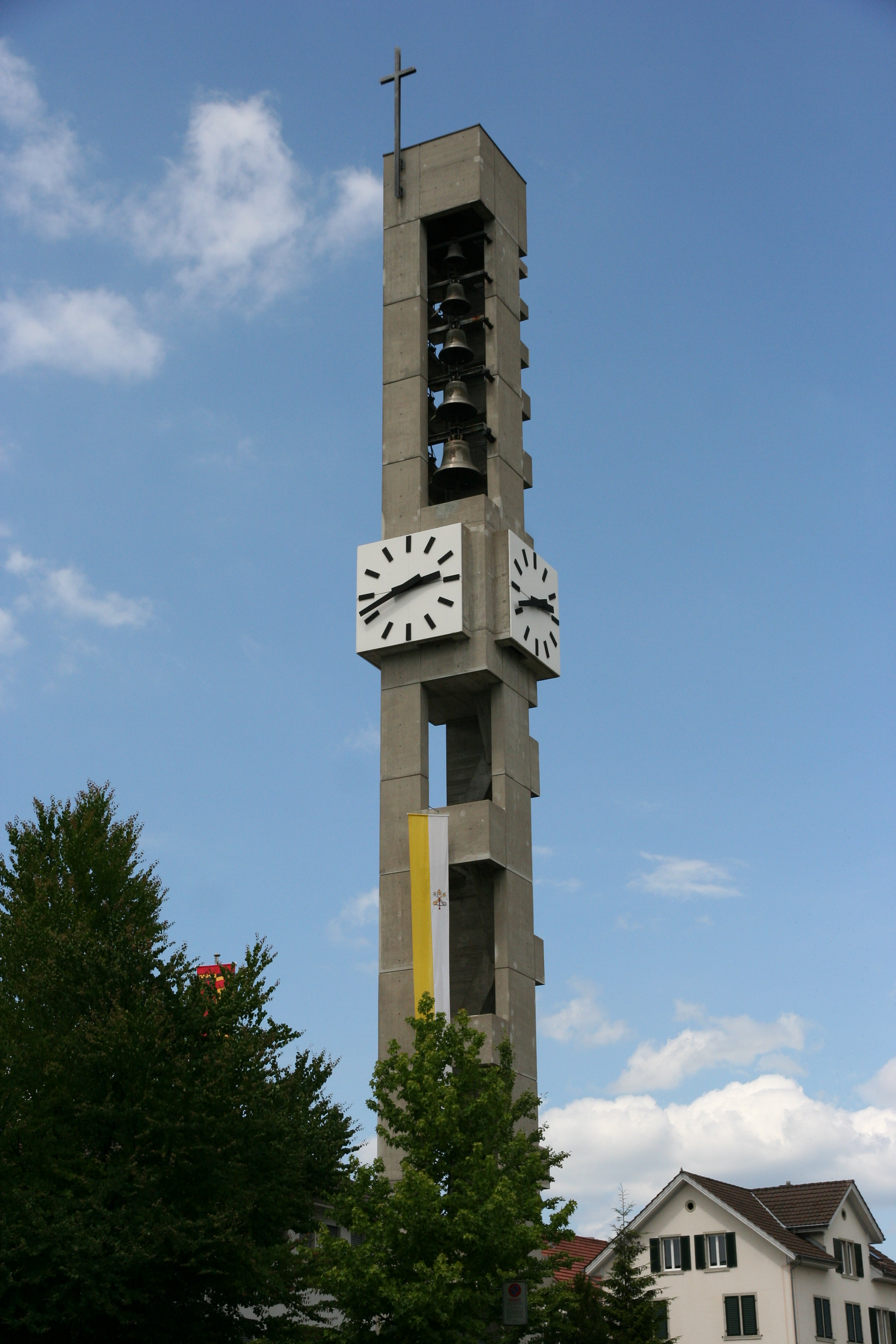
Věž katolického kostela

V roce 2022 patřilo 29,1 % populace k evangelické reformované církvi a 22,1 % k římskokatolické církvi. 48,8 % obyvatel mělo jinou nebo žádnou konfesní příslušnost.

## Hospodářství
V obci, která se nachází v přechodové zóně mezi oblastí obilí a pastvin, se v 18. století rozšířila domácí textilní výroba (zejména předení bavlny), která roku 1787 umožňovala obživu 49 % obyvatel. Tradice domácí výroby pokračovala po roce 1850 tkaním hedvábí, po roce 1880 vyšíváním. V letech 1820–1890 se západně od Dürntenu těžilo břidlicové uhlí, roku 1825 byla otevřena přádelna Pilgersteg, roku 1852 mechanická soustružna v Tannu; roku 1866 a kolem roku 1870 vznikly přádelny u Edikonu. V důsledku industrializace Rüti se Tann stal dělnickou obcí a zaznamenal silný nárůst obyvatelstva. Zejména v 60. a 80. letech 20. století došlo po delší stagnaci k výraznému stavebnímu rozvoji, přičemž se Tann proměnil v poloměstskou oblast, zatímco Dürnten, Oberdürnten a nová osada Breitenmatt si zachovaly venkovský charakter. Při relativně malém počtu pracovních míst (1230) činil podíl dojíždějících za prací v roce 2000 více než dvě třetiny.

## Doprava

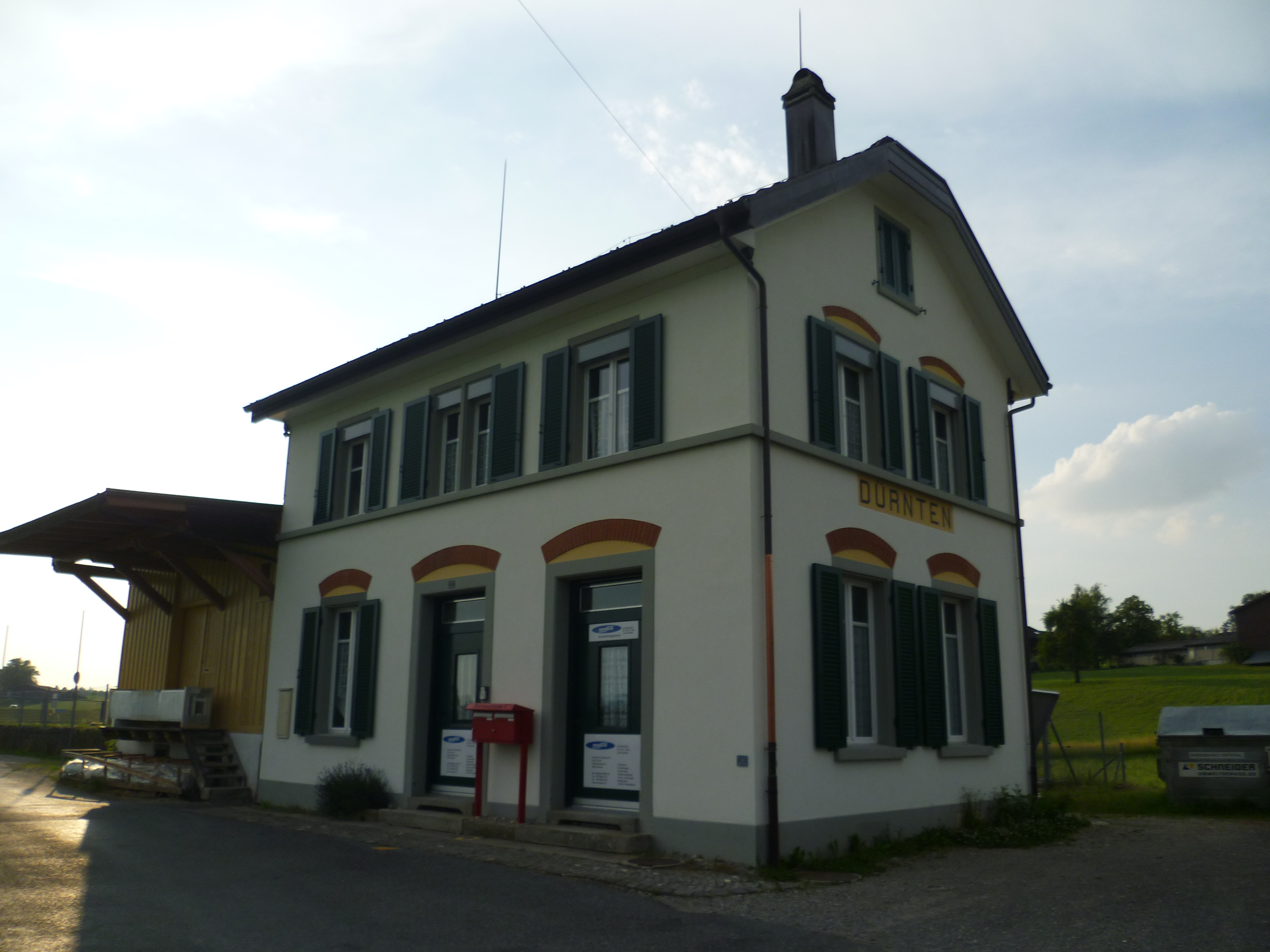
Bývalá železniční stanice

V září 1876 zahájila provoz dráha Wald–Rüti-Bahn. Ta místní část Tann s Rüti a Waldem. V říjnu 1876 vzniklo uvedením železnice Tösstalbahn do provozu přímé spojení z Tannu do Winterthuru. Trať u nádraží Tann byla elektrifikována v roce 1944.
S otevřením dráhy Uerikon–Bauma-Bahn byl roku 1901 na železniční síť napojen také Dürnten. Nádraží Dürnten se nacházelo mezi stanicemi Bubikon a Hinwil. Železniční trať však nebyla výnosná a roku 1948 byla zrušena. Po ukončení železničního provozu byly koleje v Dürntenu odstraněny. Budova nádraží a železniční násep zůstaly jako svědectví o někdejší železnici. Od té doby je Dürnten napojen na dopravní síť různými autobusovými linkami.
Od roku 1947 se v Dürntenu nachází sportovní letiště Hasenstrick.

## Osobnosti
- Paul Egli (1911–1997), švýcarský cyklista